# Abbots' Way
La Abbots' Way (talvolta anche nella variante Abbot's Way, in italiano: "Via degli abati" o "dell'abate") è un antico sentiero medievale che collegava tra loro quattro case monastiche (le abbazie di Buckfast, Tavistock, Plympton e Buckland) nell'area della contea di Devon.
Le motivazioni storiche e pratiche che portarono alla costituzione di questo percorso possono essere facilmente schematizzate:
1. La presenza di quattro abbazie importanti nell'area (Buckfast, Tavistock, Buckland ed il priorato di Plympton).
2. Buckfast e Buckland erano sedi cistercensi.
3. Le diverse abbazie necessitavano sicuramente di collegamenti tra loro per questioni di comunicazione ordinaria.
4. I Cistercensi erano rinomati per le loro conoscenze nell'ambito dell'agricoltura e per il commercio e pertanto necessitavano di vie agili per la commercializzazione dei loro prodotti.
5. Accanto alle necessità monastiche vi era chiaramente un commercio secolare che sfruttava queste vie nella brughiera per orientarsi e giungere sino ai principali punti di scambio.

## Storia
Una delle prime descrizioni della Abbot's Way venne data nell'Ottocento da William Crossing, esperto viaggiatore della brughiera del Devon, il quale riporta:
Il termine Jobber inoltre è solitamente riportato per indicare un mercante di lana e vestiti filati con essa, fatto che indubbiamente indica quale fosse la principale produzione locale ed il perché questo percorso fosse sfruttato in larga parte per fini commerciali. Tali mercanti viaggiavano spesso nella brughiera con interi greggi di pecore e questo è il motivo per cui, lentamente ma progressivamente, finirono per crearsi dei veri e propri percorsi.
Secondo lo scrittore Peel, la via sarebbe databile all'epoca preistorica dell'Età del Bronzo

## Struttura

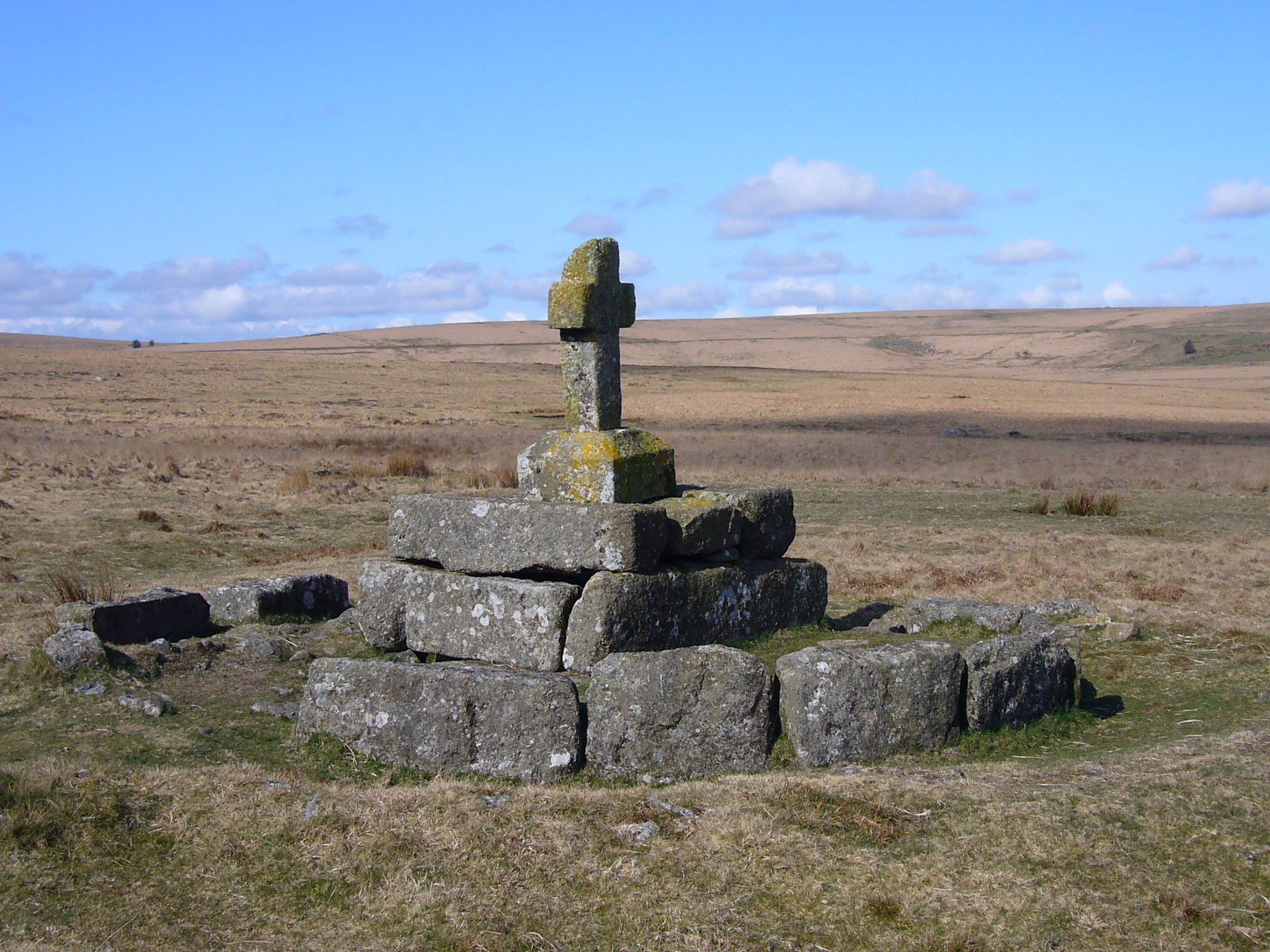
La Childe's Tomb era uno dei punti più noti della Abbots' Way

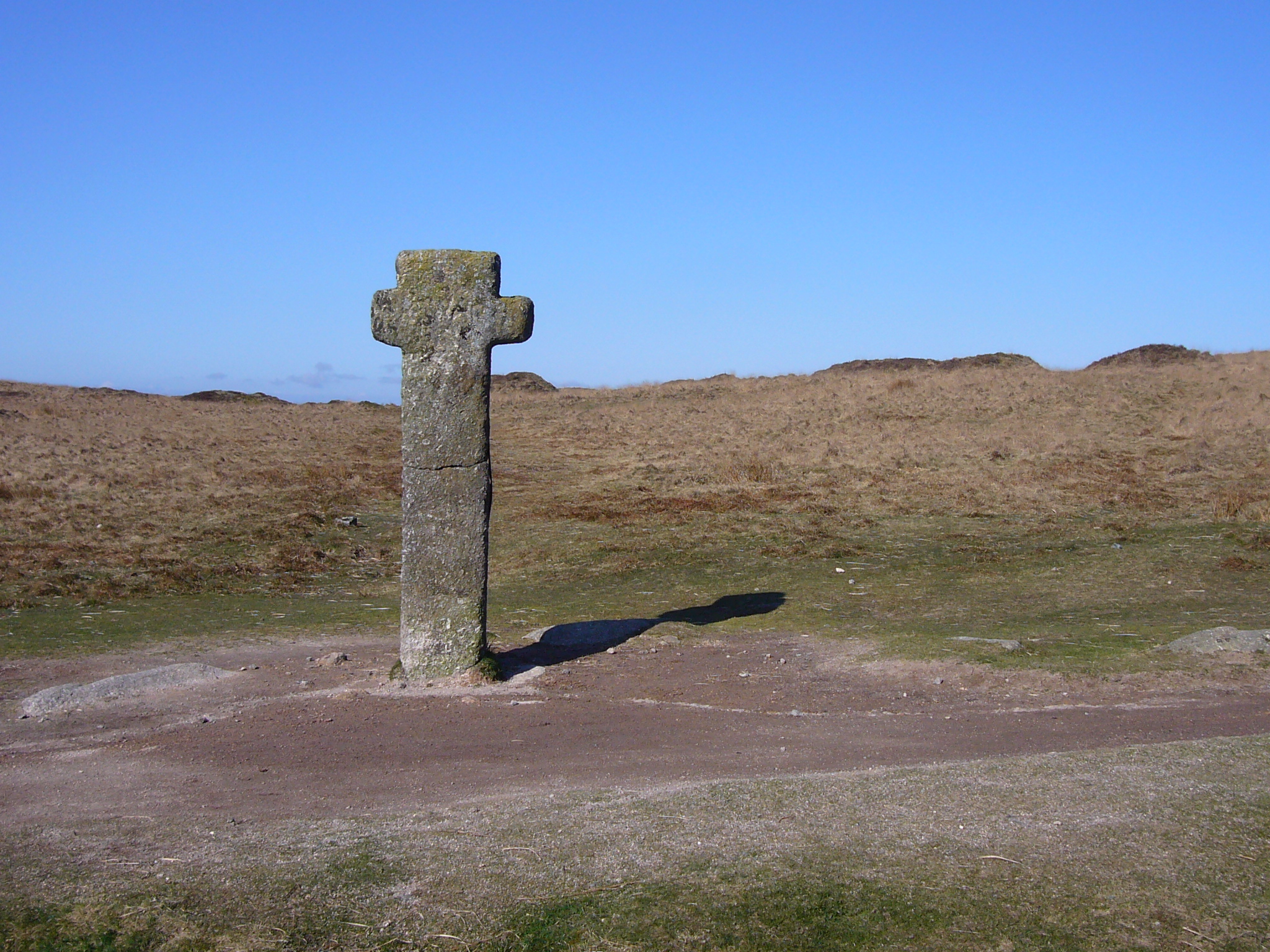
La Nun's Cross

La via principale della Abbots' Way era quella che comprendeva il percorso Abbazia di Buckfast - Abbazia di Tavistock. Il percorso per la sua esistenza si basava su una serie di punti di riferimento che i viaggiatori dovevano tenere presente per essere sicuri di percorrere la strada corretta. Tali punti di riferimento erano spesso molto antichi ed erano costituiti da elementi naturali insieme a diversi elementi artificiali come alcune delle Croci di Dartmoor che sono ancora oggi disseminate nel paesaggio della brughiera.
Il percorso era il seguente:
| Percorso                                 | Lunghezza |
| ---------------------------------------- | --------- |
| Abbazia di Buckfast ↔ Cross Furzes       | 4,3 km    |
| Cross Furzes ↔ Huntingdon Cross          | 4,3 km    |
| Huntingdon Cross ↔ Broad Rock            | 6,8 km    |
| Broad Rock ↔ Nun's Cross                 | 3,7 km    |
| Nun's Cross ↔ Childe's Tomb ↔ Windy Post | 5,6 km    |
| Windy Post ↔ Warren's Cross              | 5,2 km    |
| Warren's Cross ↔ Abbazia di Tavistock    | 6,2 km    |

Esistevano ad ogni modo altre due vie minori che collegavano gli altri punti fondamentali della brughiera:
- Abbazia di Buckfast - Abbazia di Buckland
- Priorato di Plympton - Abbazia di Buckfast